# Čisticí prostředek
Čisticí prostředek (též čisticí přípravek) je určen k čištění. K tomu účelu je to tedy jakákoli mechanická pomůcka nebo chemická látka - detergent.

## Principy
- mechanické - nástroj nebo pomocná hmota k přesunu špíny
  - ometání - tuhé pomůcky, ostřik, ofuk
  - broušení - abraziva na tuhém nástroji nebo disperze brusiva v plynu i kapalině
  - třískové obrábění - drátěnka
- fyzikálně-chemické
  - odleptání - chemické reakce kyseliny
  - rozpouštědla - rozpuštění, rozptýlení v objemu roztoku
  - detergenty, mycí prostředky - omývání a disociace, micely
- dezinfekce
  - ozářením - ionizace
  - udušení - zamezení přístupu kyslíku
  - oxidace - ozón
  - otrávení - přidáním jedu, chloru

podle špíny a povrchu
- na sypké drobné částice - koště
- na přilnavé drobné částice - kartáč
- na přilnuté k pevnému povrchu - špachtle, abrazivo, rozpouštědlo...
- na měkké povrchy, v klidu - fyzikálně-chemicky
- na měkké povrchy, v pohybu - praní

## Fyzikálně-chemické prostředky
Existuje několik faktorů, které určují, jaké složení by se mělo pro čisticí prostředek použít. Je to zejména druh čištěného materiálů, použitý nástroj, odolnost proti špíně a typ této špíny. Například všechny z níže uvedených prostředků se používají k čištění skla. Škála prostředků použitelných k tomuto jedinému účelu ukazuje důležitost kontextu při výběru vhodného čisticího prostředku:
- roztok kyseliny chromové — takto lze získat velmi čisté sklo pro účely náročné na přesnost, například pro analytickou chemii
- silně pěnící směs tenzidů s malou dráždivostí kůže — pro ruční mytí nádobí v dřezu
- některé z různých nepěnících směsí — pro mytí nádobí v myčce
- jiné směsi založené na tenzidech — pro mytí oken stěrkou s následným oplachem
- roztok obsahující amoniak — pro mytí oken bez ředění roztoku a bez následného oplachu
- ethanol nebo methanol v kapalině do ostřikovačů — používá se na vozidle za jízdy, bez dalšího ředění
- roztoky pro čištění kontaktních čoček (skleněných i měkkých), musí čistit a dezinfikovat bez zanechání látek, které by byly škodlivé pro oko a které by nešly z čočky po čištění zas snadno opláchnout

### Složení fyzikálně-chemických prostředků
Čisticí prostředky, zvláště ty, které se používají společně s vodou, obsahují různé látky, například:
- tenzidy, které odlučují (rozpouštějí) mastnotu a jiné nečistoty a zajišťují smáčivost povrchu
- abraziva, která mechanicky odstraňují nečistoty
- látky měnící pH nebo ovlivňují účinek či stabilitu jiných složek; kyseliny pro odstraňování vodního kamene nebo obecně žíraviny pro štěpení organických sloučenin
- změkčovače vody pro snížení účinku iontů způsobujících tvrdost vody na jiné složky
- oxidační činidla (oxidanty) pro bělení, dezinfekci a štěpení organických látek
- netenzidové látky, které udržují nečistoty v suspenzi
- enzymy ke štěpení bílkovin, tuků nebo uhlovodanů (sacharidů) v nečistotách nebo ke změně senzorických vlastností látek
- složky měnící pěnivost tenzidů, buď ke stabilizaci pěny nebo naopak proti pěnění
- složky zvyšující nebo snižující viskozitu roztoku nebo udržující jiné složky v roztoku, v případě prostředků dodávaných jako roztok nebo gel
- složky ovlivňující estetické vlastnosti čištěného předmětu nebo čisticího prostředku samotného před nebo při použití, například optické zjasňovače, změkčovače látky, barviva, parfémy apod.
- inhibitory koroze mající za cíl zabránit poškození čištěného předmětu
- složky snižující poškození kůže nebo pro přinášející kůži užitek, je-li čisticí prostředek používán holýma rukama nebo je použit k čištění kůže
- konzervanty chránící před zkažením jiných složek prostředku

### Přenesené významy
Někdy se jako čisticí prostředky označují i látky, které jsou složitější než pouhé směsi chemických sloučenin: Například o celeru se dá říct, že je detergentní pro zuby.